# Bright Daylight
「Bright Daylight」（ブライト・デイライト）は、日本の女性歌手hiroのソロ2枚目のシングル。2000年2月16日にトイズファクトリーよりリリースされた。

## 解説
- SPEED解散前最後のソロ作品。推定40万枚を超えるスマッシュヒット作品。
- 自身も出演した資生堂の「ティセラ ダンスダンスダンス」のCMソング。
- 初回盤はスリーブケース付デジパック仕様。デジパックをスリーブにしまうと、それぞれに印刷された写真が重なり、ジャケット写真が完成する形になっている。
- 通常盤はプラケース仕様。ジャケットには2枚の写真が重なった状態のものが印刷されている。
- Bassは青木智仁による演奏。

## 収録曲
|   | タイトル                        | 時間 | 補足                                |
| - | ------------------------------- | ---- | ----------------------------------- |
| 1 | Bright Daylight                 | 5:29 | 作詞・作曲：伊秩弘将 編曲：水島康貴 |
| 2 | 忘れられない日々                | 4:37 | 作詞・作曲：伊秩弘将 編曲：水島康貴 |
| 3 | 希望の歌                        | 4:38 | 作詞・作曲：伊秩弘将 編曲：水島康貴 |
| 4 | Bright Daylight (Instrumental） | 5:29 |                                     |
| 5 | 忘れられない日々 (Instrumental) | 4:37 |                                     |
| 6 | 希望の歌 (Instrumental）        | 4:38 |                                     |

## 収録アルバム・DVD
| アルバム/DVD      | 収録タイトル              | 発売日        | 収録作品            |
| ----------------- | ------------------------- | ------------- | ------------------- |
| 1stアルバム       | BRILLIANT                 | 2001年1月31日 | 07. Bright Daylight |
| クリップ集（DVD） | BRILLIANT ON FILMS        | 2001年4月18日 | 03. Bright Daylight |
| ベストアルバム    | 寛 シングル・コレクション | 2006年2月1日  | 03. Bright Daylight |
| クリップ集（DVD） | 寛 クリップ・コレクション | 2006年2月1日  | 03. Bright Daylight |

## カタログ
- TFCC-87050(廃盤) ￥1,050